# Montoison
Montoison ist eine französische Gemeinde mit 1935 Einwohnern (Stand 1. Januar 2022) im Département Drôme in der Region Auvergne-Rhône-Alpes; sie gehört zum Arrondissement Die und zum Kanton Loriol-sur-Drôme. Die Bewohner werden Montoisonnais und Montoisonnaises genannt.

## Bevölkerungsentwicklung
| Jahr                       | 1962 | 1968 | 1975 | 1982 | 1990 | 1999 | 2008 | 2016 |
| Einwohner                  | 726  | 776  | 771  | 992  | 1222 | 1469 | 1706 | 1912 |
| Quellen: Cassini und INSEE |      |      |      |      |      |      |      |      |

## Sehenswürdigkeiten

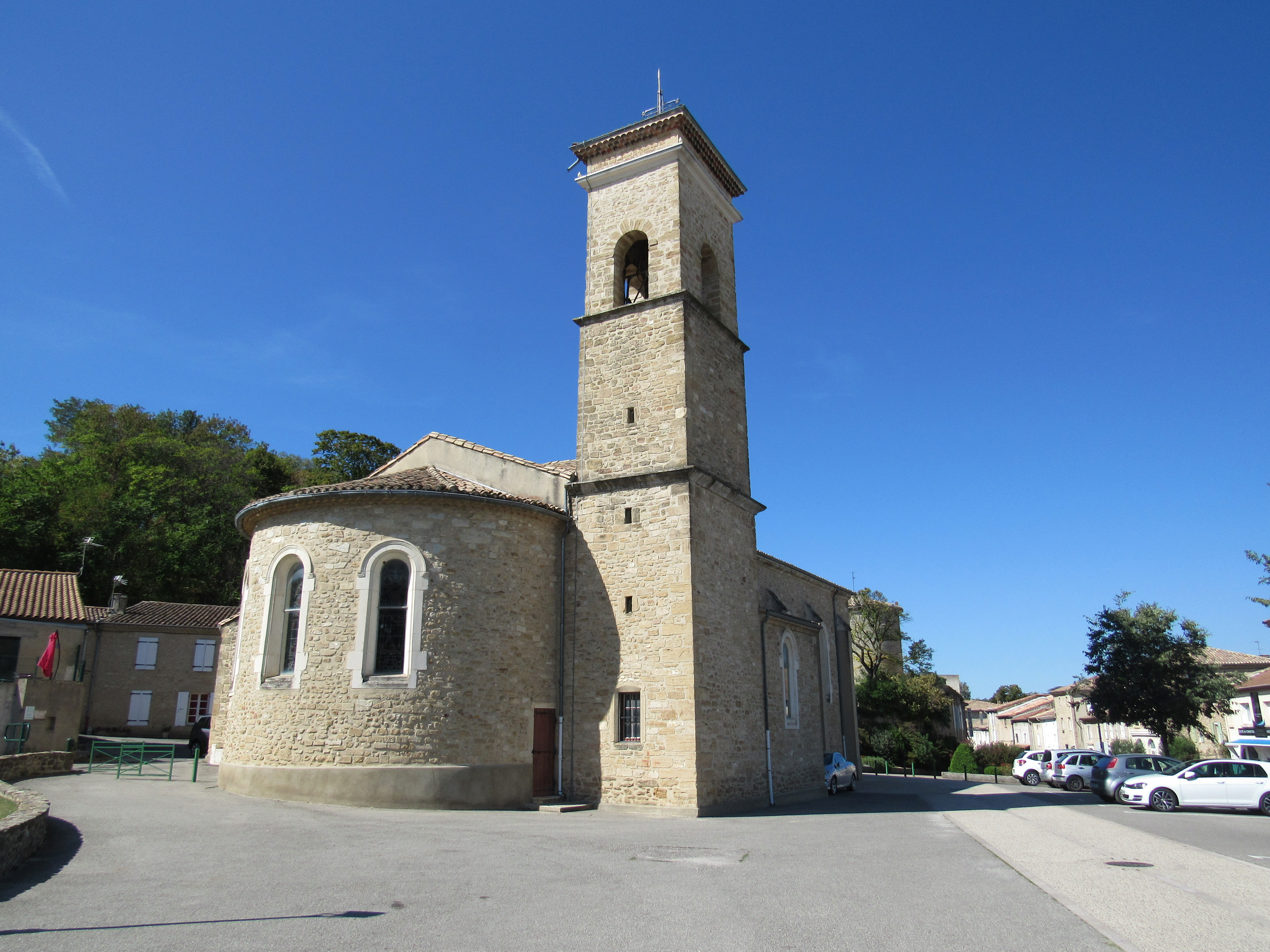
Kirche Sainte-Anne

- Burgruine (um 1201), der Turm um 1850 rekonstruiert. Die Burgherrschaft kam als Lehen der Grafen von Valentinois um 1201 an die Herren du Pouzin, die den Namen de Montoison annahmen. 1296 erteilten sie den Bürgern die Stadtfreiheit. Durch eine Eheschließung fiel die spätere Baronie 1350 an die Familie de Clermont, deren Linie Clermont-Montoison die Herrschaft bis zur Französischen Revolution ausübte.
- Reste einer Motte oberhalb eines befestigten Bauernhofs
- Kirche Sainte-Anne

## Persönlichkeiten
- Paulin Gagne (1808–1876), Jurist, Journalist und Dichter, geboren in Montoison

## Gemeindepartnerschaft
- Rosenberg in Baden-Württemberg, Deutschland